# Disgusting Food Museum Berlin

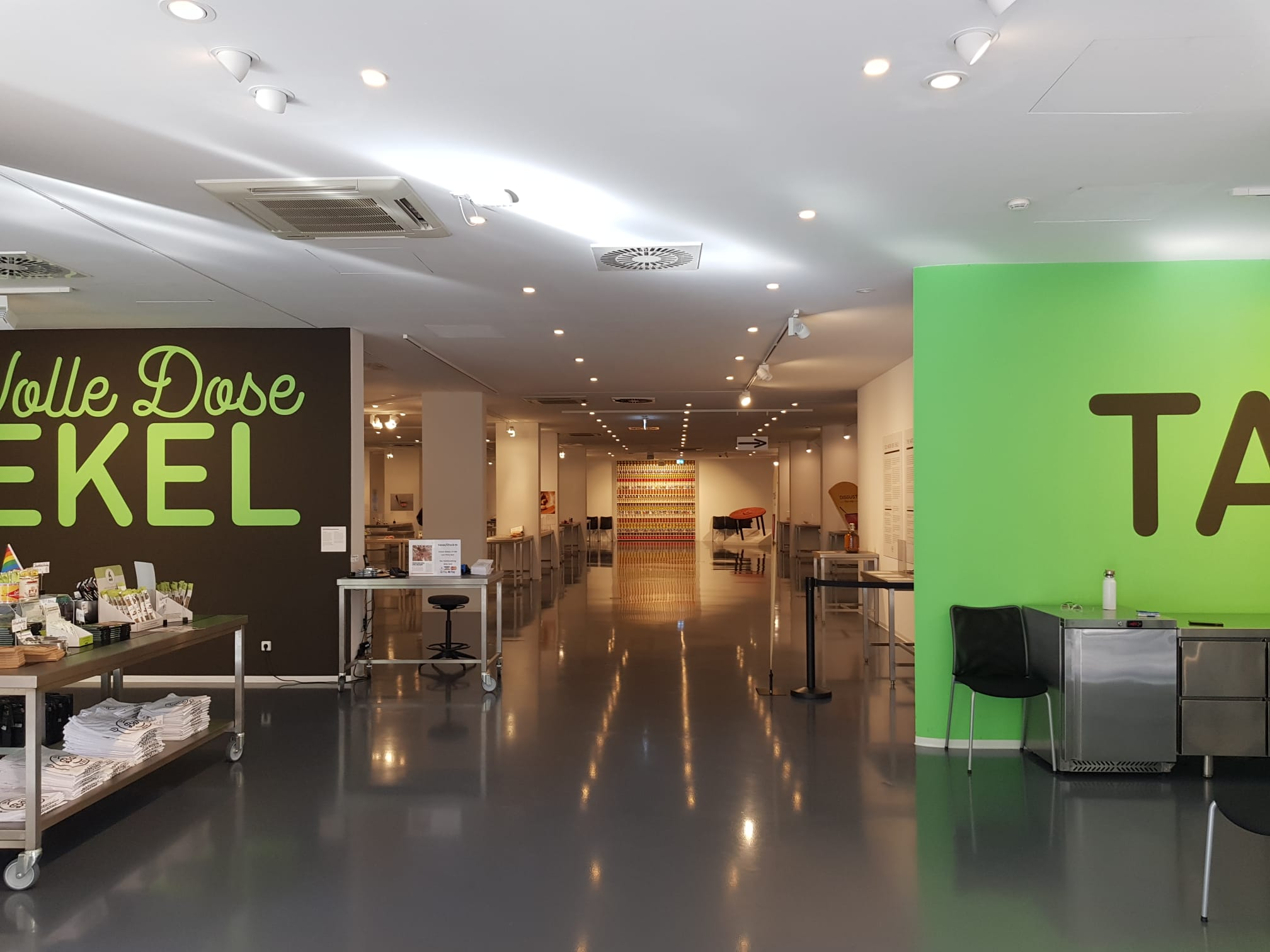
Blick in die Ausstellung

Das Disgusting Food Museum Berlin befindet sich im Berliner Ortsteil Mitte. Es ist deutschlandweit das erste Museum, das erklärt, wie das menschliche Ekelgefühl funktioniert und zeigt dazu Lebensmittel und Gerichte aus verschiedenen Regionen der Welt, die Ekel hervorrufen können. 

## Beschreibung
Die Museumsausstellung wurde 2018 von Andreas Ahrens, Leiter und Mitgründer des Disgusting Food Museum Malmö in Schweden konzipiert sowie von Kurator Samuel West geschaffen. Sie wurde in Malmö entwickelt und erstmals eröffnet.
Das Museum in Berlin wurde am 28. Mai 2021 eröffnet, wo Gründungsdirektor Martin A. Völker die Ausstellung weiterentwickelt. Es zeigt Lebensmittel und Gerichte aus verschiedenen Regionen der Welt, die Ekel hervorrufen können. Zur Dauerausstellung auf etwa 600 Quadratmetern gehören über 90 Exponate. An der Tasting Bar können die Besucher einige Lebensmittel, die in der Ausstellung zu sehen sind, probieren. Über das Jahr verteilt bietet das Museum verschiedene Special Tasting Events an wie beispielsweise zur Öffnung einer Dose Surströmming. Auf der offiziellen Website des Hauptstadtportals Berlin ist das Museum gelistet. Am 13. Oktober 2024 strahlte der Fernsehsender Kabel1 in der Show „Deutschlands größte Geheimnisse“ einen Beitrag zum Museum aus.

## Themen
Das Disgusting Food Museum Berlin will den Zusammenhang zwischen Essen und Kultur darstellen. Unbekannte Speisen aus fremden Ländern faszinieren auf unterschiedliche Weise. Nicht vertraute Lebensmittel können als lecker empfunden werden oder einen eher eigenwilligen Geschmack haben. 
Die Besucher und Besucherinnen können ihre Vorstellung von Ekel erforschen, auch anhand von ökologisch nachhaltigen Proteinquellen der Zukunft wie Insekten und Algen oder anhand von Fleisch, das im Labor gezüchtet wurde. Jedes Lebensmittel in der Ausstellung wird üblicherweise in seiner Ursprungskultur gegessen.